# Wishbone Four
Wishbone Four je čtvrtým studiovým albem rockové skupiny Wishbone Ash, vydaným v roce 1973. Album bylo odklonem od koncepce jejich předchozího alba Argus, a to tím, že postrádá jeho celkovou kompaktnost a atmosféru středověké Anglie. Obsahuje pouze náznaky dvou sólových kytar a používá akustických folkových prvků v polovině z osmi písní setu ("Ballad of the Beacon", "Everybody Needs a Friend", "Sorrel" a "Sing Out the Song"), na každé straně vinylového vydání jsou dvě agresivní a melodické úvodní písně (strana 1: So Many Things to Say" a strana 2: "Doctor") a poprvé v historii skupiny bylo použito dechové sekce v poloautobiografické písni o koncertním cestování skupiny "No Easy Road".
Wishbone Four bylo také prvním albem, které neprodukoval Derek Lawrence, ale sama skupina. Následující, páté studiové album There's the Rub, bylo albem na kterém vystoupil kytarista a zpěvák Laurie Wisefield, který určoval převážnou většinu tvůrčího směru kapely na příštích 11 let. Zakládající člen skupiny, Ted Turner opustil skupinu po skončení souvisejícího turné k albu Wishbone Four.

## Seznam stop
Všechnu hudbu složili Wishbone Ash;

Všechny texty napsal Martin Turner, kromě "Rock 'n Roll Widow", který napsal Steve Upton.
strana 1
1. "So Many Things to Say" – 5:06
2. "Ballad of the Beacon" – 5:04
3. "No Easy Road" – 3:48
4. "Everybody Needs a Friend" – 8:24

strana 2
1. "Doctor" – 5:53
2. "Sorrel" – 5:03
3. "Sing Out the Song" – 4:24
4. "Rock 'n Roll Widow" – 5:50

## Obsazení
- Ted Turner – akustická a elektrická kytara, zpěv
- Andy Powell – akustická a elektrická kytara, zpěv
- Martin Turner – baskytara, zpěv
- Steve Upton – bicí a perkusy

Hostující hudebníci
- George Nash – klávesy na "Everybody Needs a Friend"
- Graham Maitland – piano na "No Easy Road"
- Phil Kenzie, Dave Coxhill a Bud Parks – dechová sekce na "No Easy Road"